# 境外上市外资股
境外上市外资股（英語：foreign share）是在中國大陸註冊的股份有限公司所發行，但於中國大陸以外的股票市場交易的股票，與境內上市外资股（俗稱B股），及人民币普通股（俗稱A股、內资股）相對。
境外上市外资股可以是H股、D股或S股（但S股可以不是境外上市外资股），又或者包裝成美國存託憑證（又名美国存托股）的N股公司（但N股公司例如阿里巴巴集团，不是境外上市外资股，因為控股公司於開曼群島註冊）。L股則指倫交所流通的存託憑證。
另外，紅籌股（都是中國國企）與使用「红筹模式」在香港上市的中國民企股（P股），都不是境外上市外资股，因為公開發行股票的上市控股公司都是在中國大陸境外註冊，例如聯想集團（控股公司於中國香港註冊）、酷派集團（控股公司於開曼群島註冊）、亞太衛星控股（控股公司於百慕大註冊）。